# 第93屆奧斯卡金像獎
第93屆奧斯卡金像獎（英語：93rd Academy Awards）是美国电影艺术与科学学会為表彰2020年度傑出電影所頒發的獎項，頒獎典禮原訂於2021年2月28日，後改期為2021年4月25日在加州洛杉矶的杜比剧院和聯合車站舉行。
美國受到2019冠狀病毒病的疫情衝擊下，官方在2020年4月28日宣布修改該屆比賽規則，礙於美國各地電影院關閉，允許串流媒體上映的電影報名參賽，是自第6届奥斯卡金像奖以来首次开放两个年度的影片报名参赛。
《无依之地》凭借最佳影片、最佳导演和最佳女主角三项大奖成为当晚的大赢家，紧随其后的《困在时间里的父亲》、《猶大與黑色彌賽亞》、《蓝调天后》、《曼克》、《靈魂奇遇記》和《金属之声》各有两项大奖，《柯莱特》、《無論如何我愛你》、《夢想之地》、《我的章鱼老师》、《前程似锦的女孩》、《TENET天能》和《两个遥远的陌生人》各获一项大奖。赵婷成为获得最佳导演奖的首位华裔女性、第二位女性；尹汝贞成为首位夺得表演奖的韩国演员；安东尼·霍普金斯凭借83岁高龄，成为最年长的影帝得主；法蘭絲·麥杜雯成为三獲奧斯卡表演獎第七人。典礼出现了自2006年第78届奥斯卡金像奖以来，首次没有影片获得三项以上大奖的情况。

## 获奖及提名名单
2021年3月15日第93届奥斯卡金像奖提名名单由佩麗冉卡·曹帕拉和尼克·強納斯在官方网站直播中公布。
本届典礼改变以往最后颁发最佳影片的惯例，安排最佳男主角压轴，外界揣測或許是假定已故演员查德维克·博斯曼会追授该奖，以此作为缅怀，升华节目效果。然而该奖最終由安东尼·霍普金斯获得，但由于霍普金斯未到场领奖，典礼戛然而止。

### 奖项
注：得獎者將以標示。

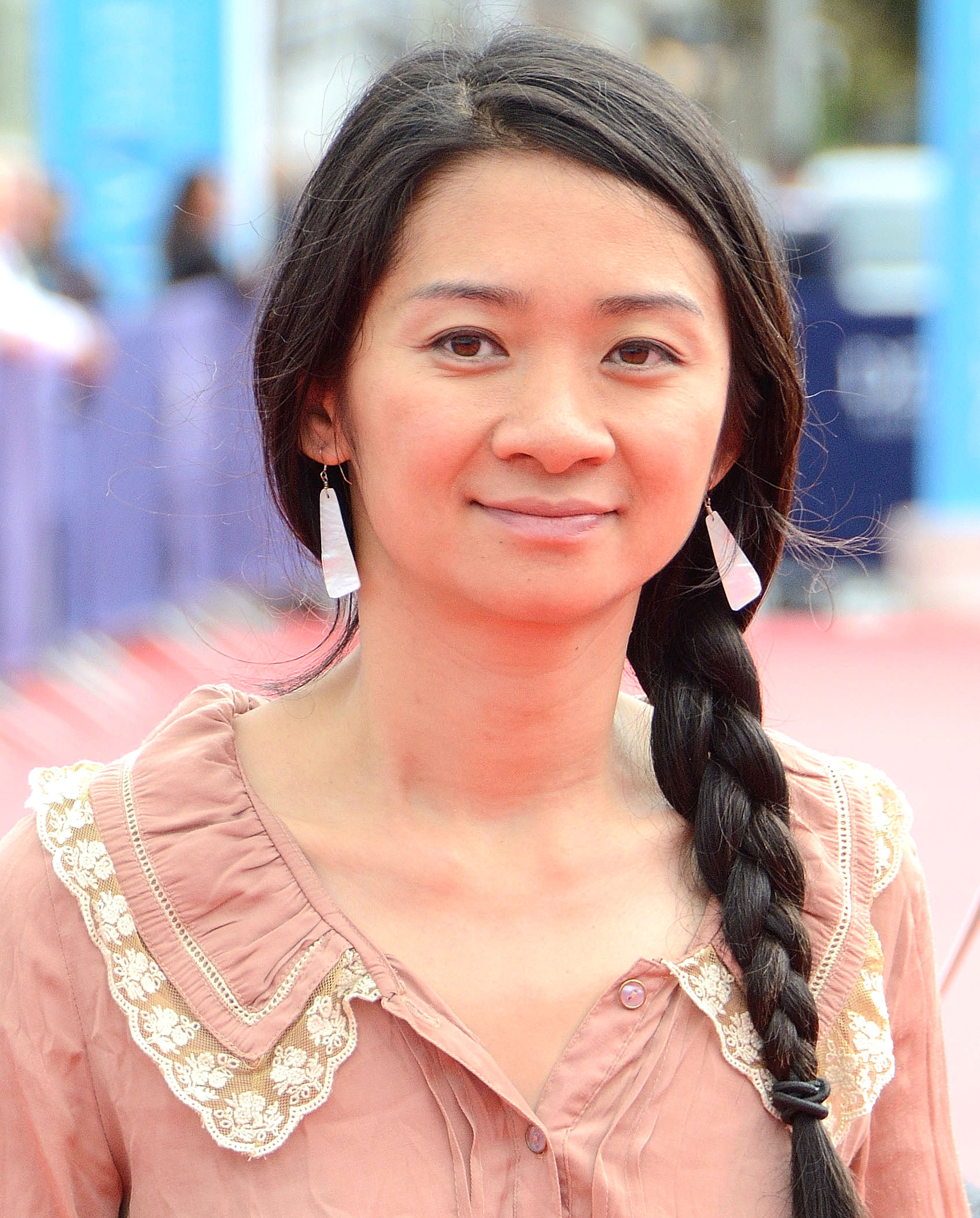
最佳影片、最佳導演得主：趙婷

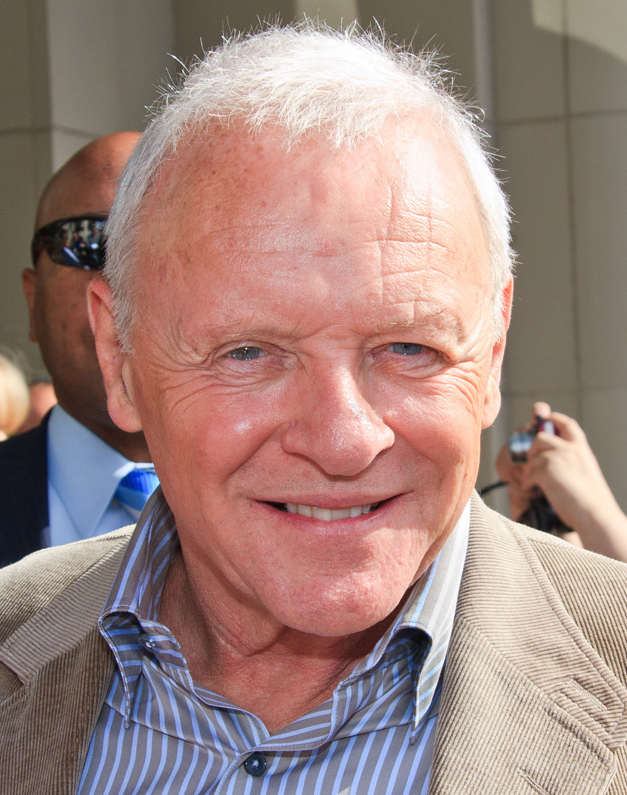
最佳男主角得主：安東尼·霍普金斯

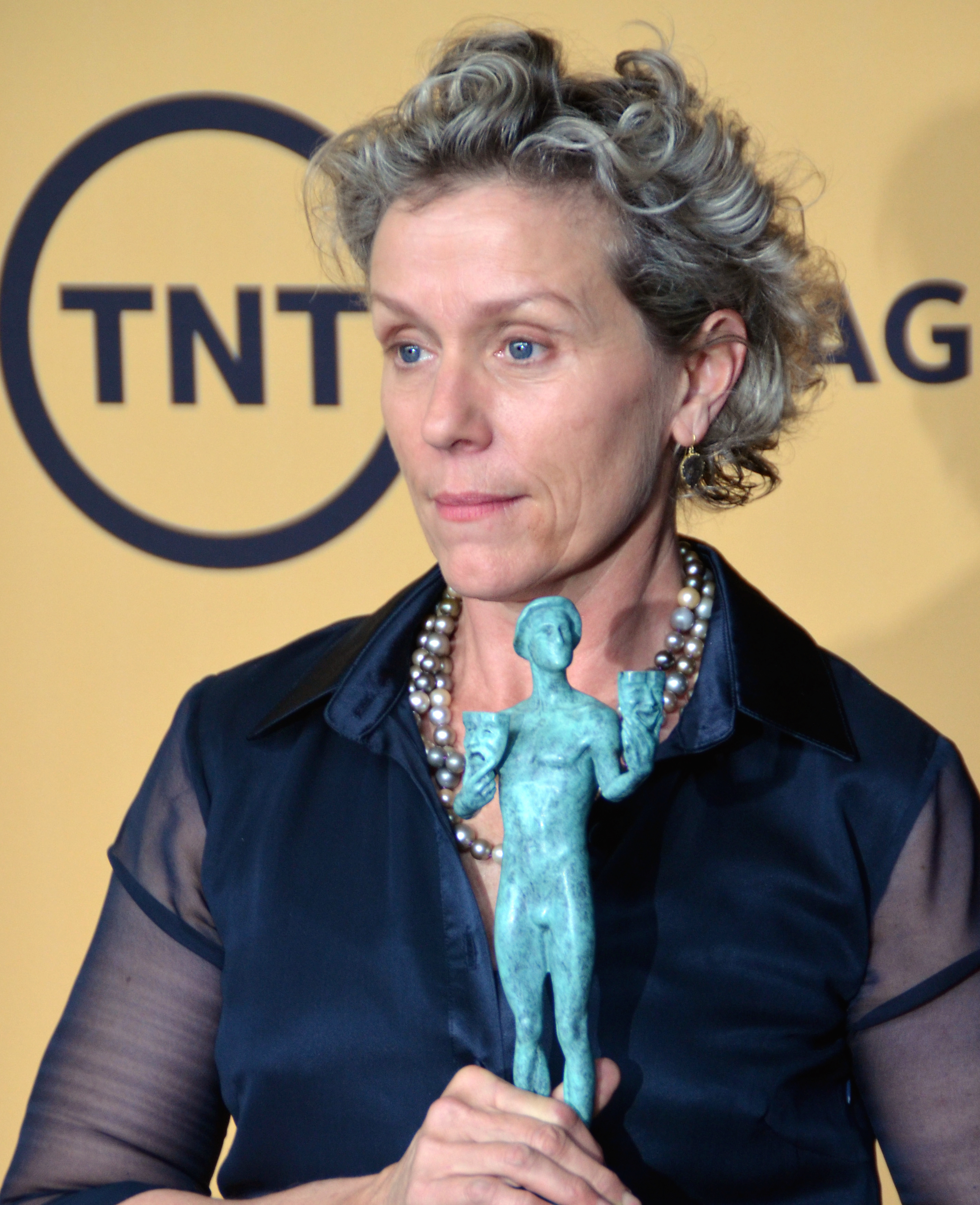
最佳影片、最佳女主角得主：法蘭絲·麥杜雯

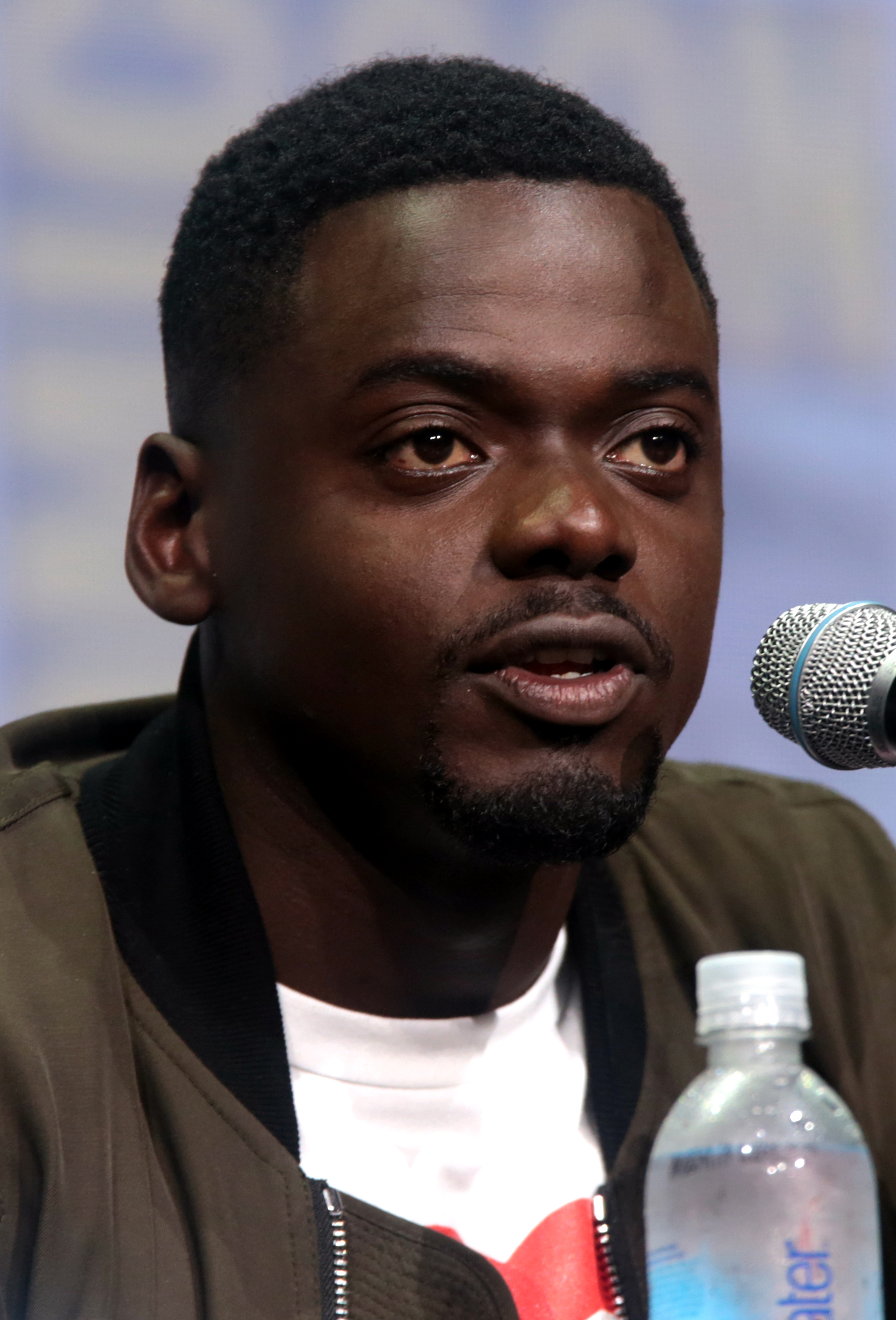
最佳男配角得主：丹尼爾·卡盧亞

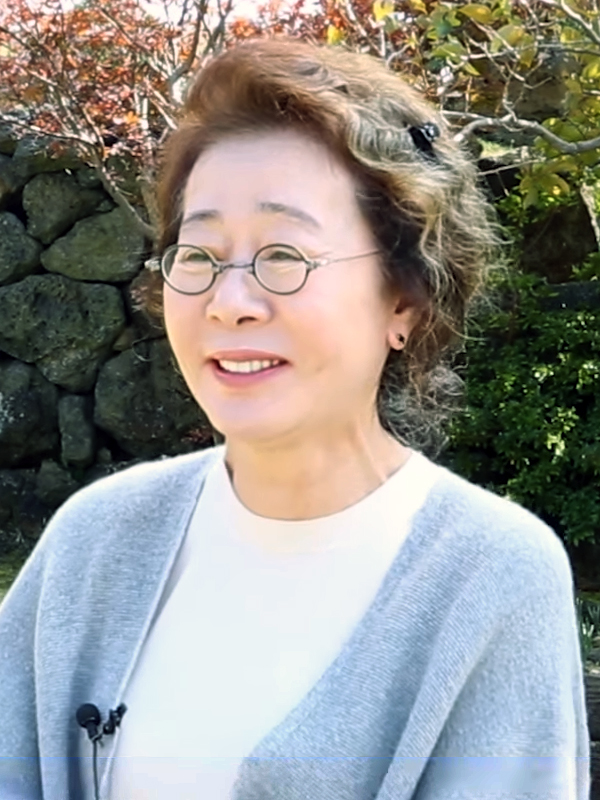
最佳女配角得主：尹汝貞

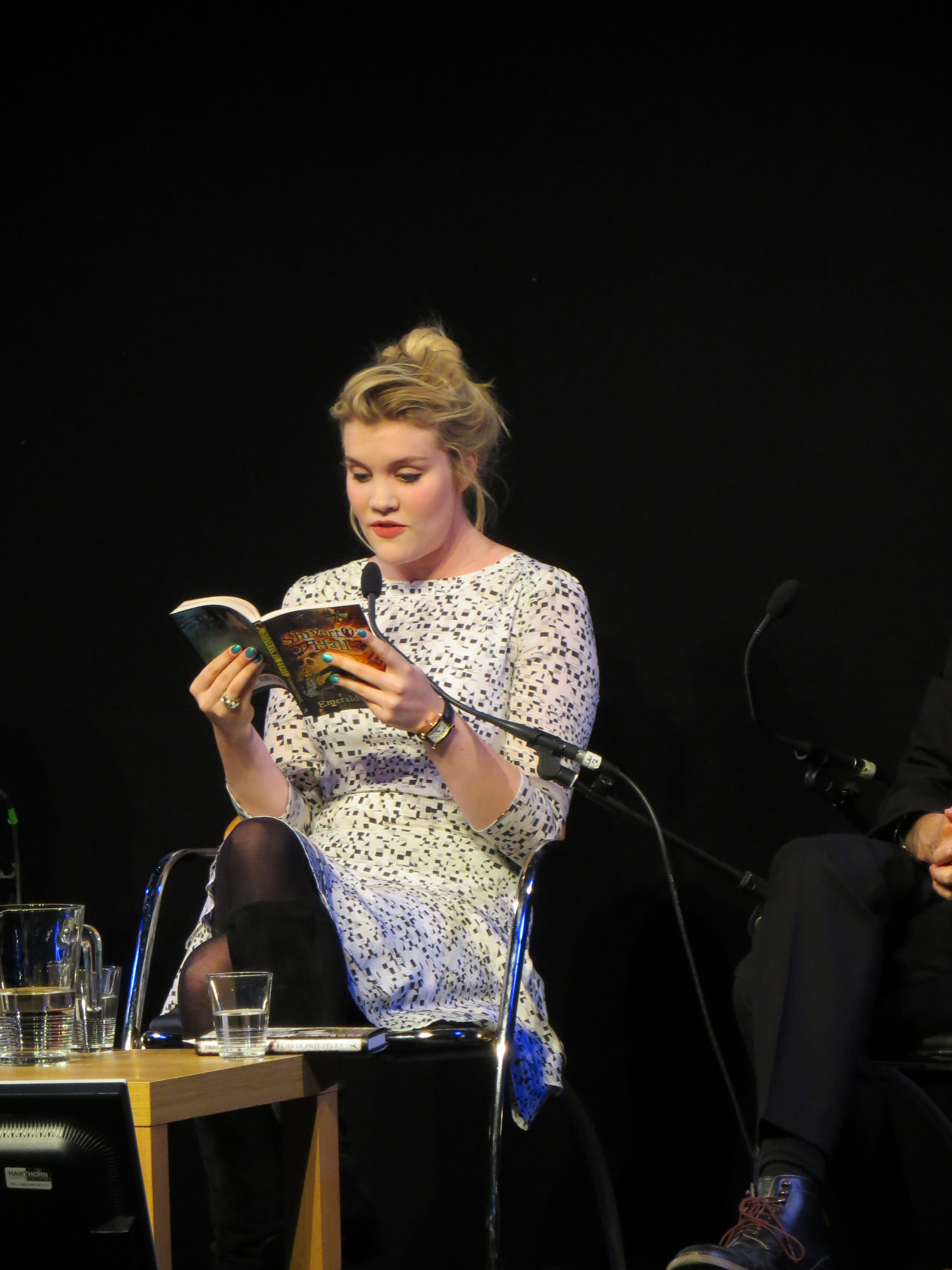
最佳原創劇本得主：艾莫芮德·芬諾

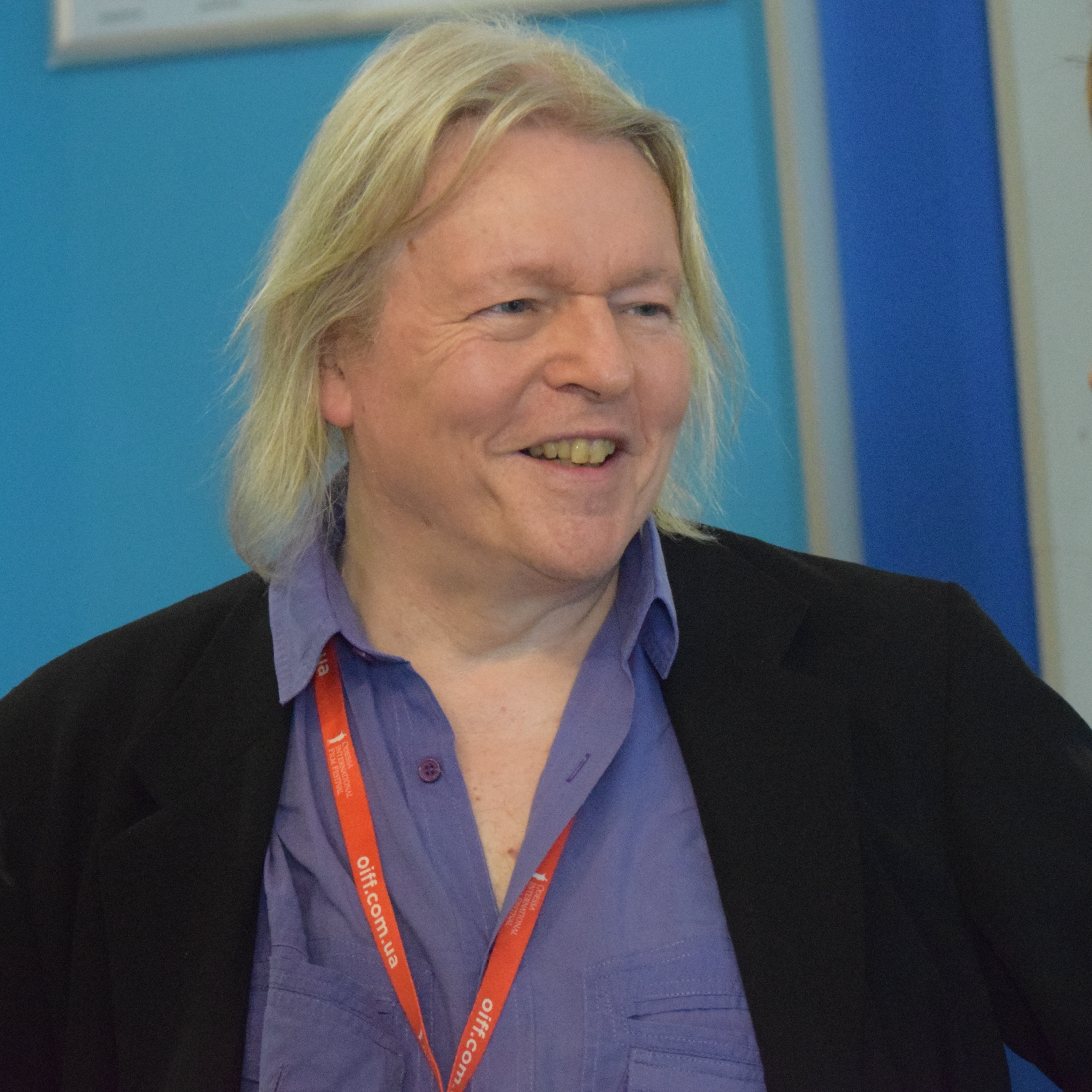
最佳改編劇本得主：基斯杜化·咸頓

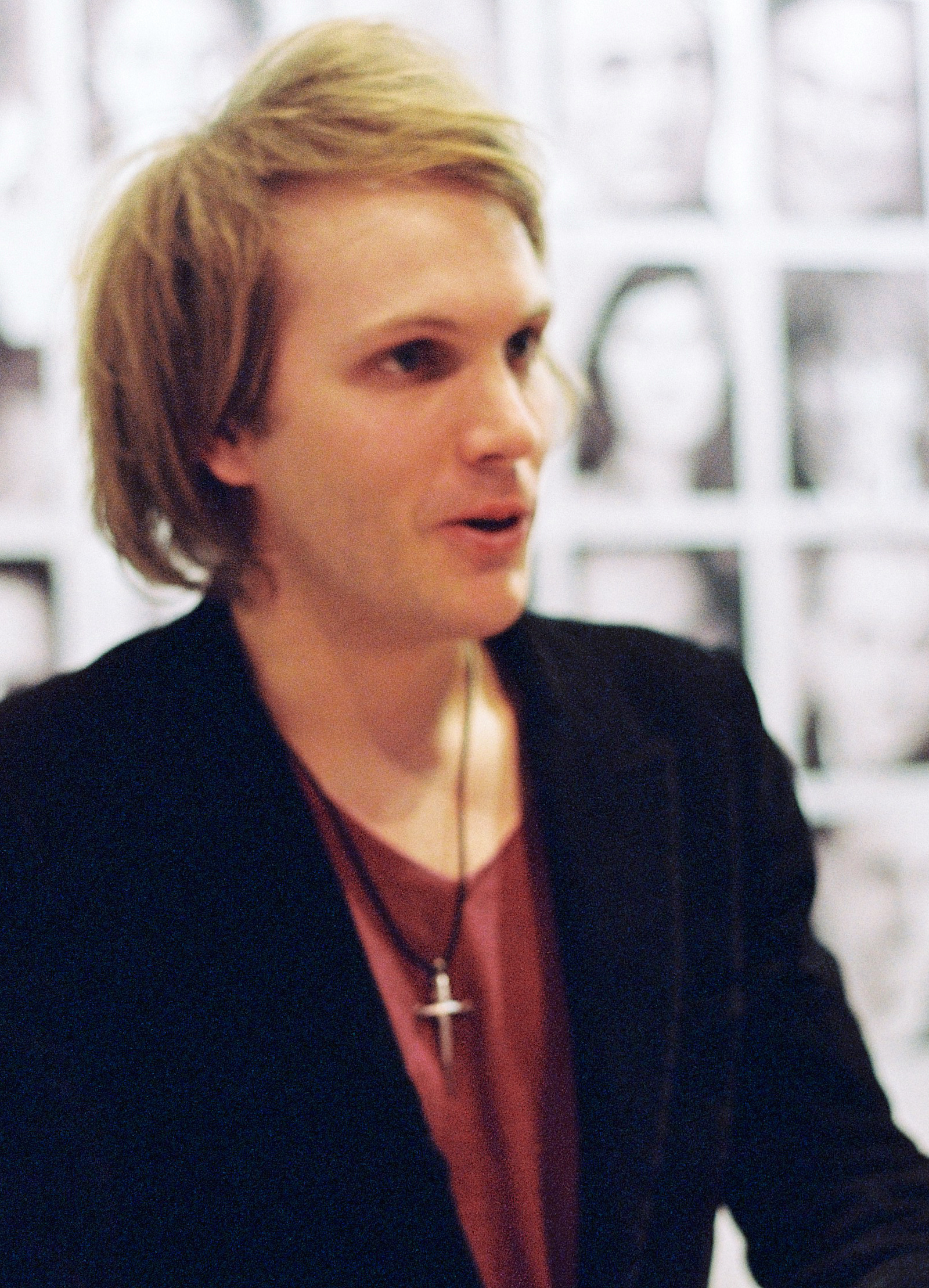
最佳改編劇本得主：弗洛里安·澤勒

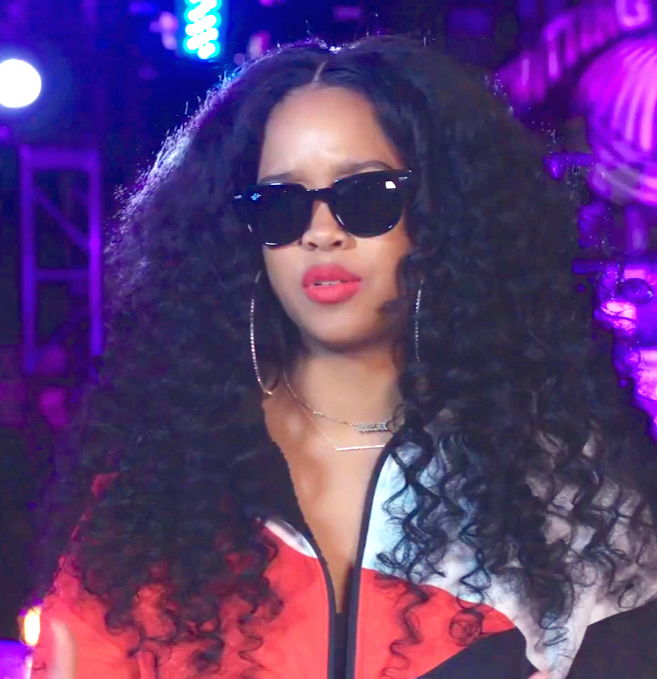
最佳原创歌曲得主：H.E.R.

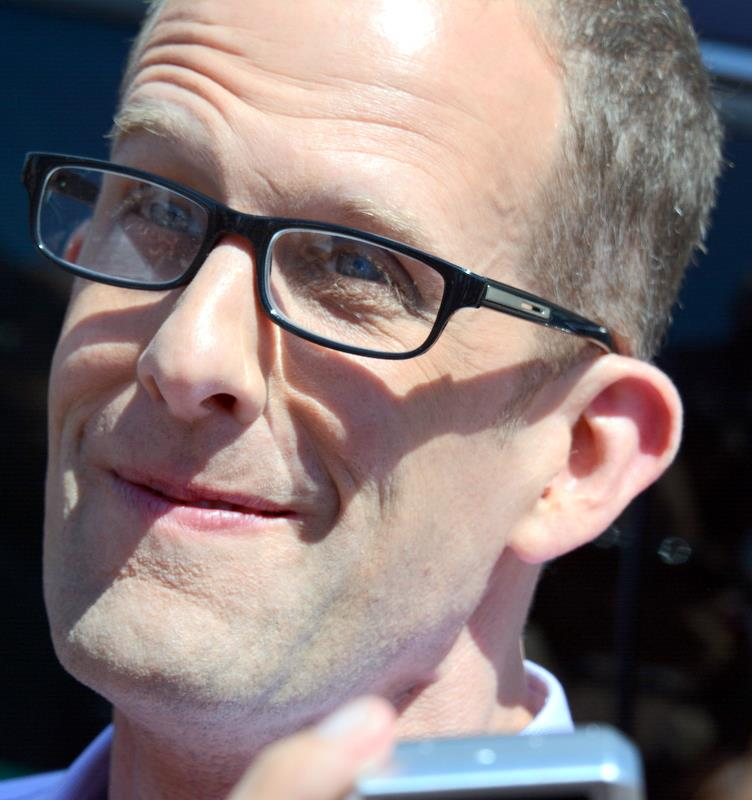
最佳动画片得主：皮特·多克特

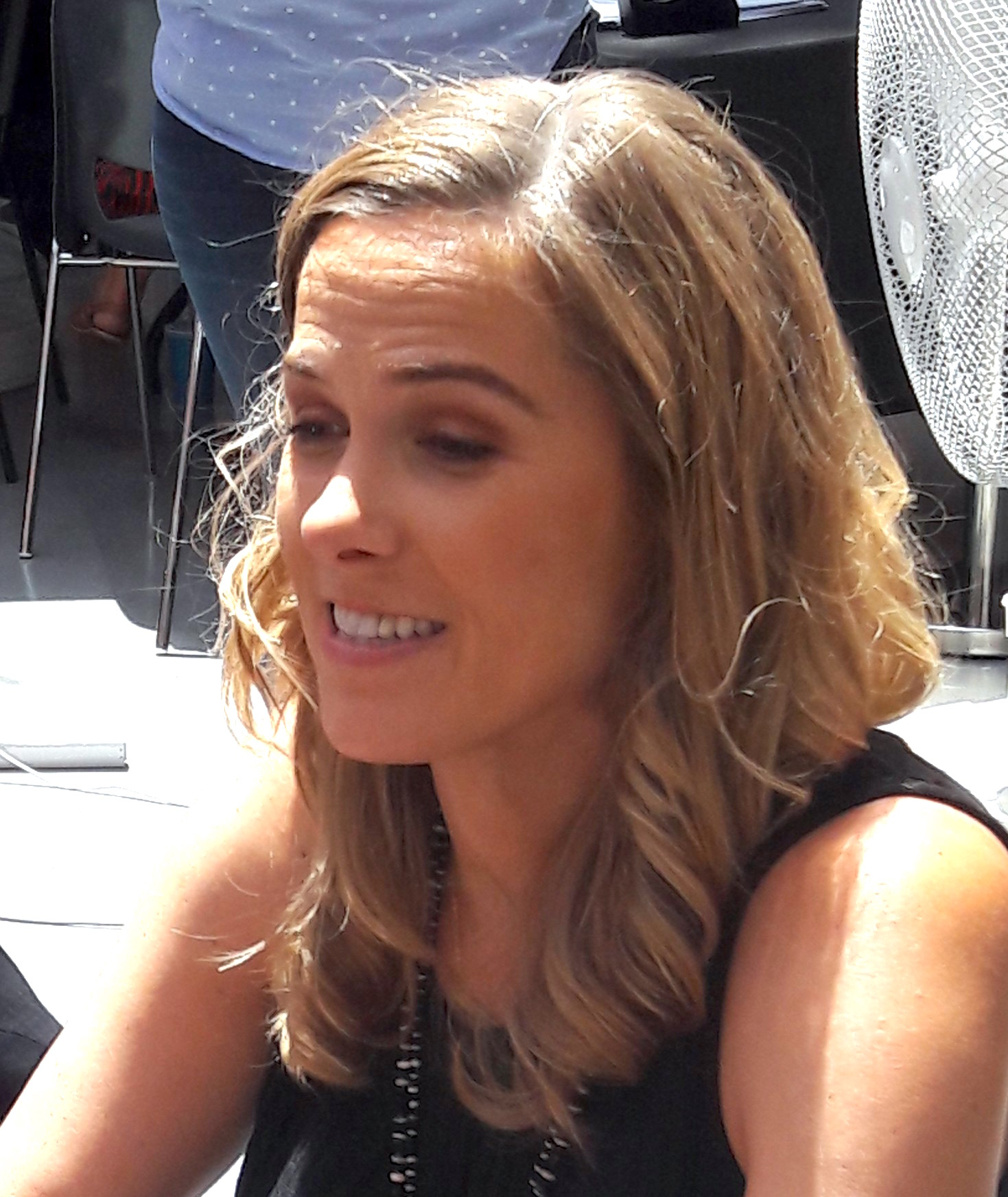
最佳动画片得主：达娜·莫瑞

| 奥斯卡最佳影片奖 - 《无依之地》 – 法蘭絲·麥杜雯、彼得·史畢爾斯、莫莉·艾雪（Mollye Asher）、丹·傑維（Dan Javey）、趙婷 - 《困在时间里的父亲》 – 大衛·帕菲特、讓-路易斯·利維、菲力普·卡爾卡頌 - 《猶大與黑色彌賽亞》 – 沙卡·金恩、查爾斯·D·金恩（Charles D. King）、瑞安·库格勒 - 《曼克》 – 席恩·查芬、艾瑞克·羅斯、道格拉斯·若班斯基 - 《夢想之地》 – 克莉絲汀·吳（Christina Oh） - 《前程似锦的女孩》 – 班·布朗寧（Ben Browning）、艾希莉·福斯（Ashley Fox）、埃默拉尔德·芬内尔、喬西·麥克納馬拉（Josey McNamara） - 《金属之声》 – 伯特·哈米利尼克（Bert Hamelinick）、薩夏·班·哈洛什（Sacha Ben Harroche） - 《芝加哥七人案：驚世審判》 – 馬克·普雷特、史都亞·貝瑟（Stuart Besser） | 奥斯卡最佳导演奖 - 趙婷 – 《无依之地》 - 鄭李爍 – 《夢想之地》 - 埃默拉尔德·芬内尔 — 《前程似锦的女孩》 - 大卫·芬奇 – 《曼克》 - 湯瑪斯·凡提柏格 – 《酒精计划》 |
| 奥斯卡最佳男主角奖 - 安東尼·霍普金斯 – 《困在时间里的父亲》飾演Anthony - 里兹·阿迈德 – 《金属之声》飾演Ruben Stone - 查德維克·博斯曼（追认） – 《蓝调天后》飾演Levee Green - 加里·奧德曼 – 《曼克》飾演赫爾門·J·曼克維奇 - 史蒂文·連 – 《夢想之地》飾演雅各·李 | 奥斯卡最佳女主角奖 - 法蘭絲·麥杜雯 – 《无依之地》飾演Fern - 维奥拉·戴维斯 – 《蓝调天后》飾演瑪·雷尼 - 安德拉·戴 – 《美国诉比莉·哈乐黛》飾演比莉·荷莉戴 - 凡妮莎·寇比 – 《女人的碎片》飾演Martha Weiss - 嘉莉·慕萊根 – 《前程似锦的女孩》飾演Cassandra “Cassie” Thomas |
| 奥斯卡最佳男配角奖 - 丹尼尔·卡卢亚 – 《猶大與黑色彌賽亞》飾演弗雷德·汉普顿 - 沙查·巴隆·科恩 – 《芝加哥七人案：驚世審判》飾演艾比·霍夫曼 - 小莱斯利·奥多姆 – 《迈阿密的一夜》飾演山姆·库克 - 保罗·拉西– 《金属之声》飾演Joe - 凱斯·史坦費爾德 – 《猶大與黑色彌賽亞》飾演威廉·奥尼尔 | 奥斯卡最佳女配角奖 - 尹汝貞 – 《夢想之地》飾演順子 - 瑪麗亞·巴卡洛娃 – 《芭樂特電影續集》飾演Tutar Sagdiyev - 格伦·克洛斯 – 《乡下人的悲歌》飾演 Bonnie "Mamaw" Vance - 奧莉薇雅·柯爾曼 – 《困在时间里的父亲》飾演Anne - 阿曼達·西耶弗里德 – 《曼克》飾演玛丽恩·戴维斯 |
| 奥斯卡最佳原创剧本奖 - 《前程似锦的女孩》 — 埃默拉尔德·芬内尔 - 《猶大與黑色彌賽亞》 — 劇本：威爾·柏森（Will Berson）、沙卡·金恩；故事：威爾·柏森、沙卡·金恩、肯尼·盧卡斯、基斯·盧卡斯 - 《夢想之地》 — 鄭李爍 - 《金属之声》 — 劇本：達瑞斯·馬德爾、亞伯拉罕·馬德（Abraham Marder）；故事：達瑞斯·馬德爾、德瑞克·奇安佛蘭斯 - 《芝加哥七人案：驚世審判》 — 艾倫·索金 | 奧斯卡最佳改編劇本獎 - 《困在时间里的父亲》 — 基斯杜化·咸頓、弗洛里安·澤勒 - 《芭樂特電影續集》 — 劇本：沙查·巴隆·科恩、安東尼·海因斯（Anthony Hines）、丹·史溫默、彼得·貝漢、艾莉卡·瑞維諾亞（Erica Rivinoja）、丹·梅澤、珍娜·傅利曼、李·克恩（Lee Kern）；故事：沙查·巴隆·科恩、安東尼·海因斯、丹·史溫默、妮娜·佩拉德（Nina Pedrad） - 《无依之地》 — 趙婷 - 《迈阿密的一夜》 — 肯普·包沃斯 - 《白虎》 — 拉敏·巴赫拉尼 |
| 奧斯卡最佳動畫片獎 - 《靈魂奇遇記》 – 皮特·多克特、达娜·莫瑞 - 《½的魔法》 – 丹·斯坎倫、科里·瑞 - 《飛奔去月球》 – 葛連·基恩、吉妮·任、周珮鈴 - 《小羊肖恩2：末日农场》 – 理查·菲蘭（Richard Phelan）、威爾·貝撤（Will Becher）、保羅·柯利（Paul Kewley） - 《狼行者》 – 汤姆·摩尔、羅斯·史都華（Ross Stewart）、保羅·楊、史蒂芬·羅蘭茲（Stéphan Roelants） | 奥斯卡最佳國際影片獎 - 《酒精计划》（ 丹麦） - 《少年的你》（ 香港） - 《集体》（ 羅馬尼亞） - 《販膚走卒》（ 突尼西亞） - 《艾達去哪兒》（ ） |
| 奥斯卡最佳纪录片奖 - 《我的章鱼老师》 – 皮帕·艾利克（Pippa Ehrlich）、詹姆斯·里德（James Reed）、克雷格·佛斯特（Craig Foster） - 《集体》 – 亞歷山大·納瑙（Alexander Nanau）、碧安卡·歐娜（Bianca Oana） - 《希望之夏：身心障礙革命》 – 妮可·纽納姆、吉姆·萊布雷希特、莎拉·博爾德（Sara Bolder） - 《名偵探賽大爺》 – 梅特·阿爾伯蒂、瑪瑟拉·桑蒂班尼茲（Marcela Santibáñez） - 《》 – 嘉芮特·布萊德利、蘿倫·多明諾（Lauren Domino）、凱倫·昆恩（Kellen Quinn） | 奥斯卡最佳纪录短片奖 - 《柯莱特》 – 安東尼·賈基諾、愛麗絲·多亞德（Alice Doyard） - 《一首协奏曲就是一场对话》 – 班·普勞德福（Ben Proudfoot）、克里斯·鲍尔斯 - 《不割席》 – 安德斯·漢默（Anders Hammer）、夏洛特·庫克（Charlotte Cook） - 《饥饿病院》 – 斯凱·費茲傑羅（Skye Fitzgerald）、邁克爾·舒厄爾曼（Michael Shueuerman） - 《獻給拉塔莎的詠嘆調》 – 索菲亞·納赫利·艾利森（Sophia Nahali Allison）、詹妮絲·鄧肯（Janice Duncan） |
| 奥斯卡最佳實景短片奖 - 《遙遠的陌生人》 – 崔馮·弗里、馬丁·德斯蒙·羅 - 《Feeling Through》 – 道格·羅蘭（Doug Roland）、蘇珊·魯森斯基（Susan Ruzenski） - 《信屋》 – 艾兒薇拉·林德（Elvira Lind）、蘇菲亞·桑德凡 - 《The Present》 – 法拉·納布爾西 - 《White Eye》 – 托莫·書山（Tomer Shushan）、希拉·書山（Shira Hochman） | 奥斯卡最佳动画短片奖 - 《無論如何我愛你》 – 威爾·麥柯馬克、麥可·高維耶（Michael Govier） - 《挖道兔》 – 瑪德琳·夏拉菲安（Madeline Sharafian）、邁克爾·卡巴拉特（Michael Capbarat） - 《Genius Loci》 – 阿德里安·梅里高（Adrien Mérigeau）、阿莫瑞·奧維斯（Amaury Ovise） - 《Opera》 – 艾瑞克·吳（Eric Oh） - 《Yes-People》 – 吉斯利·達利·霍朵森（Gísli Darri Halldórsson）、阿納·岡納森（Arnar Gunnarsson） |
| 奧斯卡最佳美術設計獎 - 《曼克》 – 美術設計：唐納德·格雷厄姆·伯特；場景佈置：尚·帕卡萊 - 《困在时间里的父亲》 – 美術設計：彼得·法蘭西斯（Peter Francis）；場景佈置：凱茜·菲瑟史東（Cathy Featherstone） - 《蓝调天后》 – 美術設計：馬克·瑞克（Mark Ricker）；場景佈置：凱倫·歐哈拉、黛安娜·斯臘頓（Diana Sroughton） - 《世界新闻》 – 美術設計：大衛·克蘭克；場景佈置：伊莉莎白·基南（Elizabeth Keenan） - 《TENET天能》 – 美術設計：納森·克羅利；場景佈置：凱西·盧卡斯（Kathy Lucas） | 奧斯卡最佳攝影獎 - 《曼克》 – 艾瑞克·梅塞施密特 - 《猶大與黑色彌賽亞》 – 西恩·博比特 - 《无依之地》 – 喬舒亞·詹姆斯·理查茲（Joshua James Richards） - 《世界新闻》 – 達魯休·沃爾斯基 - 《芝加哥七人案：驚世審判》 – 芬頓·帕帕邁可 |
| 奥斯卡最佳服装设计奖 - 《蓝调天后》 – 安·罗斯 - 《艾瑪.》 – 亞歷珊卓·拜恩 - 《曼克》 – 翠許·桑莫菲爾（Trish Summerville） - 《花木兰》 – 比娜·戴格勒（Bina Daigeler） - 《匹诺曹》 – 馬西莫·坎蒂尼·帕里尼（Massimo Cantini Parrini） | 奥斯卡最佳化妆与发型设计奖 - 《蓝调天后》 – 塞爾吉奧·洛佩茲-里維拉（Sergio Lopez-Rivera）、米亞·尼爾（Mia Neal）、賈米卡·威爾森（Jamika Wilson） - 《艾瑪.》 – 瑪麗絲·朗岡（Marese Langan）、蘿拉·愛倫（Laura Allen）、克勞蒂亞·史托茲（Claudia Stolze） - 《乡下人的悲歌》 – 艾恩·克魯格·梅卡什（Eryn Krueger Mekash）、馬修·蒙格、派翠西亞·德哈尼（Patricia Dehaney） - 《曼克》 – 金柏莉·施皮特里（Kimberley Spiteri）、琪琪·威廉斯（Gigi Williams） - 《匹诺曹》 – 马克·诺尔、達莉亞·柯爾利（Dalia Colli）、法蘭切斯科·佩戈雷蒂（Francesco Pegoretti） |
| 奧斯卡最佳原創配樂獎 - 特倫特·雷澤諾、阿提克斯·羅斯、喬恩·巴蒂斯特 – 《靈魂奇遇記》 - 泰倫斯·布蘭查德 – 《誓血五人组》 - 特倫特·雷澤諾、阿提卡斯·羅斯 – 《曼克》 - 艾米利·莫澤里 – 《夢想之地》 - 詹姆斯·紐頓·霍華 – 《世界新闻》 | 奥斯卡最佳原创歌曲奖 - 〈Fight for You〉 – 《猶大與黑色彌賽亞》 – 作曲：H.E.R.、D'Mile；作詞：H.E.R.、蒂亞拉·托馬斯 - 〈Hear My Voice〉 – 《芝加哥七人案：驚世審判》 – 作曲：丹尼尔·彭伯顿；作詞：丹尼尔·彭伯顿、塞萊斯特·威特 - 〈胡薩維克〉 – 《歐洲歌唱大賽：火焰傳說》 – 詞曲：沙凡·科提查、胖麥特老天（Fat Max Gsus）、里卡德·戈兰森 - 〈iosì (见)〉 – 《來日同行》 – 作曲：黛安·沃伦；作詞：黛安·沃伦、蘿拉·普西妮 - 〈Speak Now〉 – 《迈阿密的一夜》 – 詞曲：小萊斯利·奧多姆、山姆·阿什沃思                                                         |
| 奥斯卡最佳音响奖 - 《金属之声》 – 尼古拉斯·貝克爾（Nicolas Becker）、傑米・巴克斯特、蜜雪兒·庫托蘭克（Michelle Couttolenc）、卡洛斯·科提斯（Carlos Cortes）、菲利普·布拉德（Phillip Bladh） - 《怒海戰艦》 – 沃倫·蕭（Warren Shaw）、邁克爾·明克勒、博·伯德斯、大卫·威曼 - 《曼克》 – 倫·克萊斯、傑瑞米·莫洛德（Jeremy Molod）、大卫·帕克、奈森·南斯（Nathan Nance）、德鲁·库宁 - 《世界新闻》 - 奧利弗·塔尼、麥克·普瑞斯伍德·史密斯（Mike Prestwood Smith）、威廉·米勒、約翰·布里伽特 - 《靈魂奇遇記》 – 倫·克萊斯、柯亞·艾利葉（Coya Elliott）、大卫·帕克 | 奥斯卡最佳影片剪辑奖 - 《金属之声》 – 米克爾·E·G·尼爾森（Mikkel E.G. Nielsen） - 《困在时间里的父亲》 – 尤格·藍布里諾斯（Yorgos Lamprinos） - 《无依之地》 – 趙婷 - 《前程似锦的女孩》 – 弗雷德里克·索拉瓦爾（Frédéric Thoraval） - 《芝加哥七人案：驚世審判》 – 艾倫·鮑姆加登 |
| 奧斯卡最佳視覺效果獎 - 《TENET天能》 – 安得魯·傑克森、大衛·李、安德·洛克利、斯科特·費雪 - 《爱与怪物》 – 马特·斯隆、珍妮薇芙·卡梅雷利（Genevieve Camailleri）、麥特·艾弗特（Matt Everitt）、布萊恩·考克斯（Brian Cox） - 《永夜漂流》 – 馬特·卡斯米爾（Matt Kasmir）、克里斯·勞倫斯、麥斯·索羅門（Max Solomon）、大衛·沃特金斯（David Watkins） - 《花木兰》 – 西恩·安德魯·法登、安德斯·朗蘭茲、塞思·莫瑞（Seth Maury）、史蒂夫·英格拉姆（Steve Ingram） - 《獨一無二的伊萬》 – 尼克·戴維斯、格雷格·費舍爾（Greg Fisher）、班·瓊斯（Ben Jones）、聖提亞哥·科洛莫·馬丁奈茲（Santiago Colomo Martinez）                                                                                  | |

### 學院主席奖
由於2019冠状病毒病疫情，影藝學院取消了學院主席獎的典禮，並與奧斯卡金像獎合併。本屆是學院主席獎首次未正式宣佈奥斯卡荣誉奖得主。

#### 简·赫尔索特人道精神奖
- 泰勒·派瑞 – 長年參與慈善事業，並盡力協助流浪漢，以及社區中的經濟困難者。
- 电影和电视基金（英语：Motion Picture & Television Fund） – 向娛樂產業成員提供身心及財務救濟服務

### 多项获奖与提名
| 提名数 | 作品                       |
| ------ | -------------------------- |
| 10     | 《曼克》                   |
| 6      | 《困在时间里的父亲》       |
| 6      | 《猶大與黑色彌賽亞》       |
| 6      | 《夢想之地》               |
| 6      | 《无依之地》               |
| 6      | 《金属之声》               |
| 6      | 《芝加哥七人案：驚世審判》 |
| 5      | 《蓝调天后》               |
| 5      | 《前程似锦的女孩》         |
| 4      | 《世界新闻》               |
| 3      | 《迈阿密的一夜》           |
| 3      | 《靈魂奇遇記》             |
| 2      | 《酒精计划》               |
| 2      | 《芭樂特電影續集》         |
| 2      | 《集体》                   |
| 2      | 《艾瑪.》                  |
| 2      | 《乡下人的悲歌》           |
| 2      | 《花木兰》                 |
| 2      | 《匹诺曹》                 |
| 2      | 《TENET天能》              |

| 提名数               | 作品         |
| -------------------- | ------------ |
| 3                    | 《无依之地》 |
| 2                    |              |
| 《困在时间里的父亲》 |              |
| 《曼克》             |              |
| 《蓝调天后》         |              |
| 《金属之声》         |              |
| 《靈魂奇遇記》       |              |
| 《猶大與黑色彌賽亞》 |              |

## 頒獎嘉賓與表演者

### 颁奖嘉宾
| 嘉宾                          | 身份                                            |
| ----------------------------- | ----------------------------------------------- |
| 蕾吉娜·金                     | 頒發最佳原創劇本、最佳改編劇本                  |
| 蘿拉·鄧恩                     | 颁发最佳国际影片、最佳男配角                    |
| 唐·钱德尔                     | 頒發最佳化妝與髮型設計、最佳服裝設計            |
| 布莱恩·科兰斯顿               | 頒發珍·赫蕭特人道精神獎（給予電影和電視基金會） |
| 奉俊昊 莎朗·崔（Sharon Choi） | 颁发最佳导演                                    |
| 里兹·阿迈德                   | 頒發最佳音響、最佳實景短片                      |
| 麗絲·韋花絲潘                 | 頒發最佳動畫短片、最佳動畫片                    |
| 瑪麗·麥特琳                   | 頒發最佳紀錄短片、最佳紀錄片                    |
| 史蒂文·連                     | 頒發最佳視覺效果                                |
| 畢·彼特                       | 颁发最佳女配角                                  |
| 荷莉·貝瑞                     | 頒發最佳美術設計、最佳攝影                      |
| 哈里森·福特                   | 頒發最佳影片剪輯                                |
| 维奥拉·戴维斯                 | 頒發珍·赫蕭特人道精神獎（給予泰勒·派瑞）        |
| 赞达亚                        | 頒發最佳原創配樂、最佳原創歌曲                  |
| 安琪拉·貝瑟                   | 為緬懷環節開場                                  |
| 麗塔·莫瑞諾                   | 頒發最佳影片                                    |
| 蕾妮·齐薇格                   | 颁发最佳女主角                                  |
| 華堅·馮力士                   | 颁发最佳男主角                                  |

### 表演者
最佳原创歌曲提名作品将在热身特别节目《奥斯卡：万众焦点》（Oscars: Into the Spotlight）中表演。其中〈胡薩維克〉在冰岛胡萨维克录制，其余四个节目在奧斯卡電影博物館阳台录制。节目由阿丽亚娜·德博斯和李利·萊爾·豪艾里主持。
| 嘉宾                             | 身份     | 表演                                            |
| -------------------------------- | -------- | ----------------------------------------------- |
| 奎斯特拉夫                       | 音乐总监 | 音乐总监                                        |
| 塞萊斯特                         | 表演嘉宾 | 《芝加哥七人案：驚世審判》插曲〈Hear My Voice〉 |
| H.E.R.                           | 表演嘉宾 | 《猶大與黑色彌賽亞》插曲〈Fight for You〉       |
| 蘿拉·普西妮（w. 黛安·沃伦）      | 表演嘉宾 | 《来日方长》插曲〈Io sì (见)〉                  |
| 小奥多姆·莱斯利                  | 表演嘉宾 | 《迈阿密的一夜》插曲〈Speak Now〉               |
| 莫莉·桑登                        | 表演嘉宾 | 《歐洲歌唱大賽：火焰傳說》插曲〈胡薩維克〉      |
| 艾娃·玛丽（Ava Marie） 莉亚·罗斯 | 表演嘉宾 | “缅怀”环节演唱〈我心永恒〉                      |

### 预告片展播
2021年4月22日，華特迪士尼影業集團和华纳兄弟影业宣布在典礼上首播即将上映电影的预告片，每段预告片首播前由嘉宾作引荐。
| 嘉宾             | 角色                   |
| ---------------- | ---------------------- |
| 阿丽亚娜·德博斯  | 引荐《西城故事》预告片 |
| 林-曼努爾·米蘭達 | 引荐《紐約高地》预告片 |
| 奎斯特拉夫       | 引荐《夏日之魂》预告片 |

## 典禮資訊

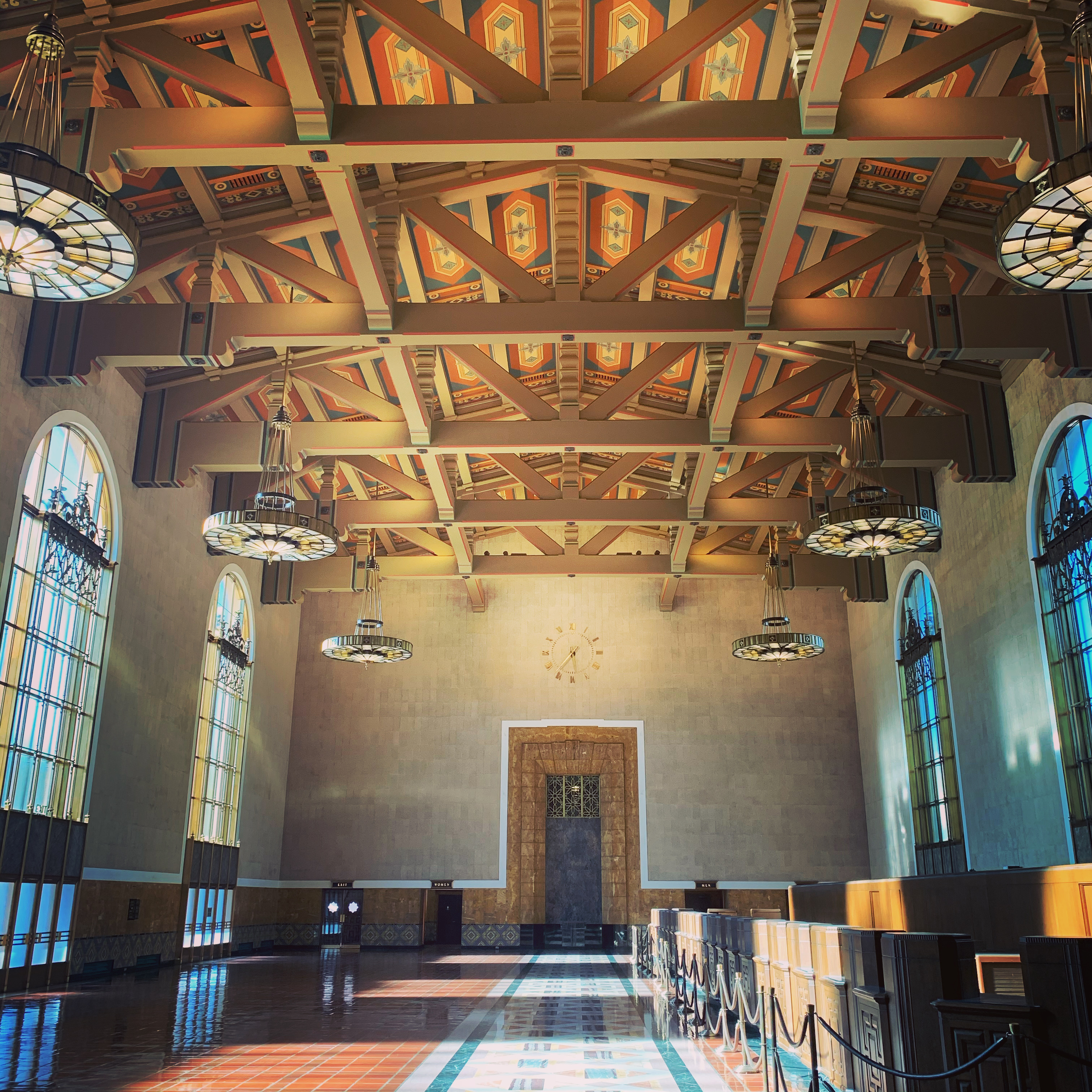
典礼场地为洛杉矶联合车站的售票大堂

在2020年4月28日的理事会会议上，学院一致投票同意将原最佳混音奖和最佳音效剪辑奖并为最佳音响奖，考虑到原本的两个奖项在范畴上有过分重叠。另外，最佳原创音乐奖新增规定，要求配乐中的原创音乐至少占60%，系列电影和续集的新音乐至少占80%。最佳国际影片奖首次开放学院全体投票成员参与初选投票。
为履行学院的环保倡议，样片拷贝、音乐光碟等实体物品及硬拷贝将在第93届奥斯卡金像奖过后不再分发。之后的样片会单独在仅限会员的“学院样片室”（Academy Screening Room）通过流媒体服务直接放映。
2020年12月8日，杰西·科林斯（Jesse Collins）、史黛西·舒爾和史蒂文·索德伯格被获提名为典礼制片人。格伦·魏斯获选为典礼导演。
典礼连续第三年不设主持人。2021年4月12日，学院宣布由15位颁奖嘉宾组成的“群星阵容”，包括安琪拉·貝瑟、荷莉·貝瑞、奉俊昊、唐·钱德尔、布莱恩·科兰斯顿、蘿拉·鄧恩、哈里森·福特、蕾吉娜·金、瑪麗·麥特琳、麗塔·莫瑞諾、華堅·馮力士、畢·彼特、麗絲·韋花絲潘、蕾妮·齐薇格和赞达亚，其中四位演员在上届获奖，秉承了由往年的获奖者颁奖的悠久传统。

### COVID-19疫情相关安排
2019冠状病毒病疫情严重影响美国电影业，受商业和公共聚会限制影响，大批影片的制作被迫中断，全国影院关门停业，这给当年的典礼带来极大影响。而奥斯卡奖特别要求提名影片须于上一年度在戏院发行，至少在洛杉矶县的一家医院放映七天，其中三天为点映。但另一方面，金球奖变更了2021年的入选标准，允许非戏院首映作品于当年3月15日到4月30日在洛杉矶“实体剧院发行”。对此，学院表示“正在评估特殊条件下的各方面情况，以作适当调整”。
学院将理事会会议推迟到4月28日举行，委员同意经密码保护（涵盖订阅流媒体服务）或带交易性的隨選視訊平台率先发行的影片报名提名奥斯卡，条件是影片须原计划在剧院发行，并在公开发行的60天内的上传至学院的线上样片平台。待院线全面恢复营业，原本的剧院发行七天规定恢复。提名作品的范围从原本的洛杉矶县，扩大至其他大城市，包括亚特兰大、芝加哥、迈阿密、纽约和旧金山湾区。
坊间对是否推迟乃至取消第93届典礼一直存在争论。2020年6月15日，学院宣布典礼日期从2021年2月28日推迟两个月，至2021年4月25日举行，资格日期相应延长至2021年2月8日。理事会奖和科技成果奖无限期推迟颁发。随后英国电影学院奖也从2月改至4月举行，金球奖则改在奥斯卡原定日期2月28日举行。
2020年10月7日，学院新增提名细则，提名作品一个星期在上述城市的汽车戏院每晚放映，也可以获得提名。
2020年12月1日，学院代表告诉《综艺》杂志，典礼采用现场模式举行，而非远程或现场加远程模式。此前的第72届黄金时段艾美奖采用现场加远程的模式，主持人和颁奖嘉宾出现在典礼现场，提名人全数线上远程参加。3月15日，学院宣布典礼将在洛杉矶联合车站和杜比剧院两地举行，但具体细节尚未公布。典礼相关的其他现场活动全部取消。
2021年3月19日，筹办方宣布提名者不以视频会议形式出席典礼。制片人致信所有提名者，表示会“竭尽全力亲自为大家提供一个安全愉快的夜晚”，认为“线上模式会削弱这方面的努力”。然而在3月30日，筹办方宣布在伦敦和巴黎另设场地，减少提名者的移动。4月18日，《纽约时报》确认有20处远程场地。
根据学院公布的安全协议，现场观众人数限制在170人内，出席嘉宾在典礼期间轮流进场。出席者在典礼开始前必须接受至少三次病毒检测，在入场时接受体温监测，不出镜嘉宾需要全程佩戴口罩。制片人索德伯格表示口罩会是本届典礼的重要叙事元素。

### 评价及收视率
本届典礼遭受如潮差评。汇总媒体烂番茄收录29条评论，打出24%的腐烂度，平均得分4.17/10。网站共识写道：“第93届奥斯卡的确与众不同，但蕾吉娜·金的惊艳开场过后的一些，反而证明了某些结构性传统非常重要，说明押宝在学院的投票上面会有多么大的坏处。”
部分批评认为典礼未致敬受2019冠状病毒病疫情影响的电影院，提到电影院关门、员工失业或被迫放假，以及业界利润受损，不像第63屆格萊美獎致敬受疫情影响的现场表演场地。部分人也批评缅怀环节的致敬影片节奏过快，犹如“1.5倍速”。典礼负责人表示此举意在让影片速度与背景音乐速度一致。
根据尼尔森收视率统计，本届典礼观看人数再创新低，仅录得1040万观众，不及去年的一半，但綜觀2020年－2021年美國電視季度，典禮Live+7（首播加七日內錄影觀看）的收視，不管是在廣告目標觀眾群（18歲至49歲的觀眾收視），抑或是錄得1069萬的收視人口，仍舊名列前茅，位居該季度整體電視節目收視前十名。其他雜誌也觀察到討論度大幅降低，多數人均不曉得入圍片名，典禮現場僅約200人。

### 中國大陸和香港禁播
2021年3月，彭博社在內的多個媒體引述知情人士指，中共中央宣傳部已經向中國大陸各大傳媒發出指令，要求中國大陸媒體禁止直播4月25日舉行的奧斯卡金像獎頒獎典禮，同時要求專注報道「沒有爭議性」的獎項，主要是與反對逃犯條例修訂運動紀錄片《不割席》獲提名奧斯卡最佳紀錄短片，以及被指「辱華」的華人導演趙婷憑《浪跡天地》獲提名角逐最佳導演有關，避免再出現1993年支持西藏獨立運動的美國影星李察·基爾在頒獎典禮上批評「中共以武力統治與侵犯西藏人權」的情況。該事件發生後，中国大陆改用「錄播形式」播放頒獎典禮。另外，香港TVB以「純商業考慮」為由，自1969年開台以來首次不轉播奧斯卡頒獎禮；中国大陆社交网站豆瓣删除了本届奥斯卡的相关内容。颁奖典礼当天，赵婷得奖及其他奥斯卡资讯在中国大陆被大面积删除，不少网友采用“Normad-land”、“无1之地”、“克洛伊·赵”（赵婷英文名Chloé Zhao音译）等别称发布信息，规避当局的审查。不过，在新浪微博、微信等搜索“赵婷”、“无依之地”等关键字眼，仍能见到各类网民发布的相关帖子和文章。德媒評論，趙婷是從西方政府失能的敘事出發，照理來說從美國嚴重的社會問題而得到靈感所執導的電影，中國應是竊喜而不是如此反常。待獎項公布後，官媒環球時報主編胡錫進改在面向境外觀眾的推特上祝賀她，並鼓勵她是「優秀的導演」，但表示趙婷在處理上不夠成熟，以至於會「給她帶來麻煩」，該表態側面透露出高層想法，被看作是目前唯一的官方回應。

## 缅怀
本届缅怀环节由安琪拉·貝瑟开场，不设表演环节。背景音乐为史提夫·汪达的歌曲《As》，致敬名单按先后顺序排列如下：
- 西西莉·泰森 – 演员
- 伊恩·荷姆 – 演员
- 麥斯·馮·西度 – 演员
- 克蘿麗絲·利奇曼 – 演员
- 耶佛·哥圖 – 演员
- 乔·舒马赫 – 导演
- 贝特朗·塔维涅 – 导演
- 让-克洛德·卡里埃 – 编剧、导演
- 奥丽维亚·德哈维兰 – 演员
- 伊凡·卡漢 – 演员
- 迈克尔·艾普特 – 导演、制片
- 宝拉·凯利（英语：Paula Kelly (actress)） – 演员
- 克里斯托弗·普卢默 – 演员
- 艾伦·达维（英语：Allen Daviau） – 摄影
- 乔治·西格尔（英语：George Segal） – 演员
- 威福·伯明莱 – 演员
- 托马斯·杰斐逊·伯德（英语：Thomas Jefferson Byrd） – 演员
- 瑪吉·錢皮恩 – 演员、舞蹈演员、编舞
- 罗恩·科布 – 布景、概念艺术
- 雪莉·奈特 – 演员
- 荷西·路易斯·迪亚兹（Jose Luis Diaz） – 音频剪辑
- 凯莉·普雷斯顿 – 演员
- 朗达·弗莱明（英语：Rhonda Fleming） – 演员
- 凯利·阿斯博瑞 – 导演、编剧、动画
- 佛莱德·威拉特 – 演员
- 賀爾·賀爾布魯克 – 演员
- 库尔特·路德克（英语：Kurt Luedtke） – 编剧
- 琳达·曼斯（英语：Linda Manz） – 演员
- 迈克尔·查普曼 – 摄影、导演
- 马丁·科恩（Martin Cohen）– 制片
- 金基德 – 导演、编剧
- 海伦·麦克洛瑞 – 演员
- 恩尼奥·莫里科内 – 作曲
- 托马斯·波洛克（Thomas Pollock） – 行政
- 卡爾·雷納 – 演员、导演、制片
- 拉里·麦克默特里（英语：Larry McMurtry） – 编剧
- 林恩·谢尔顿（英语：Lynn Shelton） – 导演
- 厄尔·卡梅伦（英语：Earl Cameron） – 演员
- 亞倫·帕克 – 导演、编剧
- 迈克·芬顿（Mike Fenton）– 选角导演
- 爱德华·S·费尔德曼（英语：Edward S. Feldman） – 制片
- 琳恩·斯特玛斯特（英语：Lynn Stalmaster） – 选角导演
- 南茜·莱德尔（Nanci Ryder）– 公关
- 萨莫·雷石东 – 行政
- 雷米·朱利安（英语：Remy Julienne） – 特技演员
- 斯图尔特·康菲尔德（英语：Stuart Cornfeld） – 制片
- 罗纳德·施瓦里（英语：Ronald L. Schwary） – 制片
- 乔纳森·奥本海姆（英语：Jonathan Oppenheim (film editor)） – 剪辑
- 阿尔·卡沙（英语：Al Kasha） – 作曲
- 查尔斯·戈登（英语：Charles Gordon (producer)） – 制片
- 布萊恩·丹內利 – 演员
- 查尔斯·格雷戈里·罗斯（Charles Gregory Ross）– 发型
- 阿尔贝托·格里马尔迪（英语：Alberto Grimaldi） – 制片
- 约翰尼·曼德尔（英语：Johnny Mandel） – 作曲
- 布伦达·班克斯（英语：Brenda Banks (animator)） – 动画
- 乔治·吉布斯（英语：George Gibbs (special effects artist)） – 特效
- 海姆·什特鲁姆（Haim Shtrum）– 奏乐
- 伦妮·尼豪斯（英语：Lennie Niehaus） – 作曲
- 莱斯利·波普（英语：Leslie Pope） – 布景
- 琼·米克林·希维尔（英语：Joan Micklin Silver） – 导演、编剧
- 罗伯塔·霍德斯（英语：Roberta Hodes） – 剧本监督、编剧
- 肯·麦格尔顿（英语：Ken Muggleston） – 布景
- 戴安娜·瑞格 – 演员
- 莱昂·加斯特（英语：Leon Gast） – 纪录片
- 安东尼·鲍威尔（英语：Anthony Powell (designer)） – 服装设计
- 查克·贝尔（英语：Chuck Bail） – 特技演员
- 巴努·阿泰亚（英语：Bhanu Athaiya） – 服装设计
- 科琳·卡拉汉（英语：Colleen Callaghan） – 发型
- 彼得·拉蒙特（英语：Peter Lamont） – 布景
- 大卫·吉勒（英语：David Giler） – 编剧、制片
- 诺曼·纽伯里（Norman Newberry） – 布景
- 张昭 – 行政、制片
- 康查塔·费雷尔 – 演员
- 阿兰·罗伯特·穆雷（英语：Alan Robert Murray） – 音频剪辑
- 安德鲁·杰克（英语：Andrew Jack） – 对白员
- 乔纳斯·光娃（英语：Jonas Gwangwa） – 作曲
- 马文·韦斯特摩（英语：Marvin Westmore） – 化妆
- 彭布罗克·赫林（英语：Pembroke Herring） – 剪辑
- 琳达·古拉西奇（Linda gurasich） – 发型
- 米歇尔·皮科利 – 演员
- 威廉·伯恩斯坦（英语：William Bernstein (film executive)） – 行政
- 西斯·科曼（英语：Cis Corman） – 选角导演、制片
- 迈克尔·沃夫·施耐德（Michael Wolf Snyder） – 混音
- 贾纳·杜波依斯（英语：Ja'Net DuBois） – 演员
- 雷斯·弗雷斯霍茨 – 音效重混
- 杰瑞·斯蒂勒 – 演员
- DMX – 歌手、演员、制片
- 朱塞佩·罗通诺 – 摄影
- 艾丝·巴朗斯德（英语：Else Blangsted） – 音乐剪辑
- 罗纳德·哈伍德 – 编剧
- 原正人（日语：原正人） – 制片
- 罗伯特·C·琼斯（英语：Robert C. Jones） – 剪辑、编剧
- 沃尔特·伯恩斯坦（英语：Walter Bernstein） – 编剧、制片
- 肖恩·康纳利 – 演员
- 查德維克·博斯曼 – 演员

## 国际电视转播
- 香港——未有公布[b]
- 台灣——台视
- 韩国——TV朝鲜（直播） OCN（录播，韩国时间当晚21:00）
- 日本——WOWOW cinema
- 新加坡——新传媒5频道
- 马来西亚——Astro Ria

## 外部連結
- 奧斯卡獎官方網站（页面存档备份，存于）（英文）
- 美國電影藝術與科學學會官方網站（页面存档备份，存于）（英文）
- YouTube上的第93屆奧斯卡金像獎頻道（由电影艺术与科学学院管理）

其他信息
- 互联网电影数据库（IMDb）上《The Oscars (2021)》的资料（英文）